# Arabic Typesetting
Arabic Typesetting (خط الطباعة العربي) ist eine Computerschriftart, die von Paul Nelson, John Hudson und Mamoun Sakkal entwickelt wurde. Bei ihr handelt es sich um eine traditionelle arabische Schriftart im Naschī-Stil, die die erweiterten Fähigkeiten von OpenType ausnutzt, um vertikale Ligaturen, positionsabhängige und sprachabhängige Formen zu realisieren. Die Schriftart gewann den Type Design Competition 2003 zusammen mit Gentium und dreizehn weiteren Schriften.
Arabic Typesetting wird standardmäßig mit Windows Vista und MS Office – sowie in einer ganz frühen Version mit Microsoft VOLT – mitgeliefert.